# One Penn Plaza

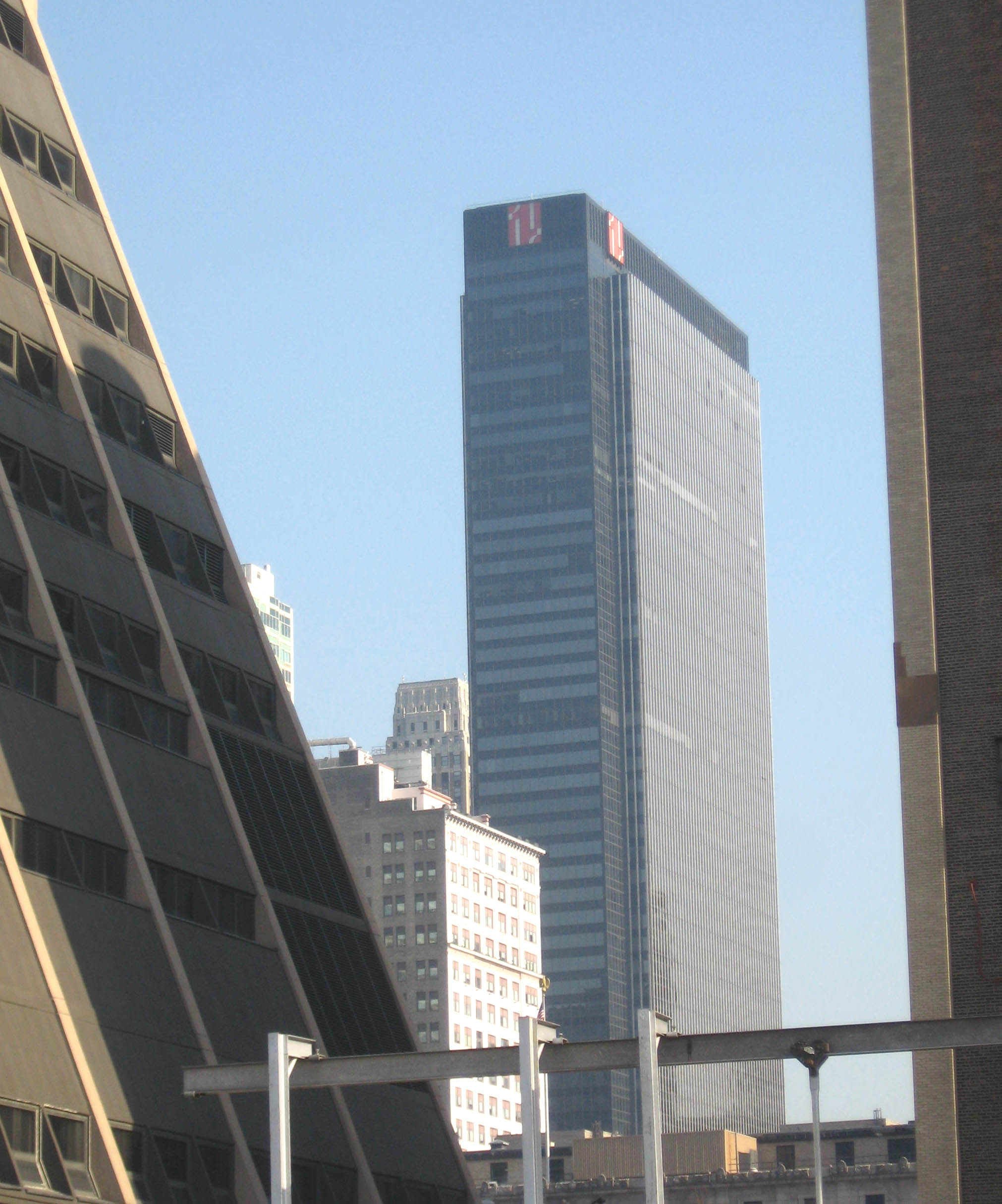
Vista des de l'oest

El One Penn Plaza és un gratacel prop de Pennsylvania Station a New York, a l'oest de la 7a Avinguda, entre els carrers 33 i 34.
Concebut per Kahn & Jacobs, va ser acabat de construir el 1972. Ateny 229 metres d'alçada i té 57 pisos. La seva estructura és d'acer i betó, amb parets exteriors de vidre solar gris i d'alumini.